# Langelurillus orbicularis
Langelurillus orbicularis är en spindelart som beskrevs av Wesolowska, Cumming 2008. Langelurillus orbicularis ingår i släktet Langelurillus och familjen hoppspindlar. Inga underarter finns listade i Catalogue of Life.